# سرحان بن سعيد الازكوي

## نسبه
هو العالم المؤرخ والفقيه سرحان بن سعيد بن سرحان بن محمد بلحسن بن سرحان أمبو علي الأزكوي مؤلف أول موسوعة تاريخية عمانية تحدث فيها عن تأريخ عمان منذ العصر الجاهلي وحتى منتصف العصر الحديث.

## حياته
لا يعرف تاريخ مولده ولا وفاته الا انه من الثابت انه عاصر فترة من عهد اليعاربة ونهاية دولتهم وبذلك يكون تأريخ ميلادة تقريبا 1115 هجرية. كما انه أدرك أيام الإمام أحمد بن سعيد البوسعيدي وحضر بيعته الثانية عام 1167 هجرية الموافق 1703م وبذلك يكون تأريخ وفاته تقريبا بن عامي 1167 - 1177 هجرية 1755 - 1765 ميلادية

## مؤلفاته
- كشف الغمة الجامع لأخبار الامة